# Lébény
Lébény – miasto w północno-zachodniej części Węgier, w pobliżu miasta Mosonmagyaróvár.

## Położenie
Miejscowość leży na obszarze Małej Niziny Węgierskiej, w pobliżu granicy słowackiej i austriackiej. Administracyjnie należy do powiatu Mosonmagyaróvár, wchodzącego w skład komitatu Győr-Moson-Sopron. Gmina liczy 3179 mieszkańców (styczeń 2011) i zajmuje obszar 81,37 km².

## Zabytki
We wsi znajduje się zabytkowy rzymskokatolicki kościół z początku XIII wieku, zbudowany w stylu romańskim.

## Linki zewnętrzne

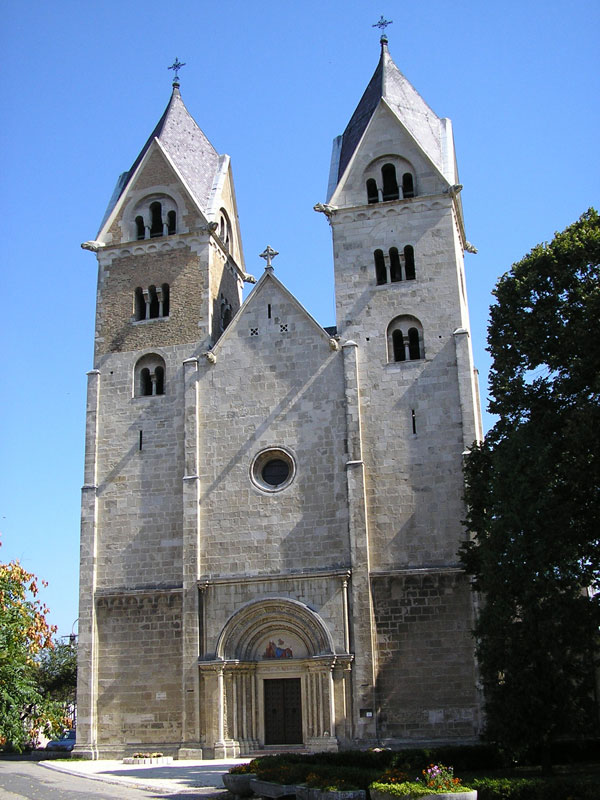
kościół w Lébénach

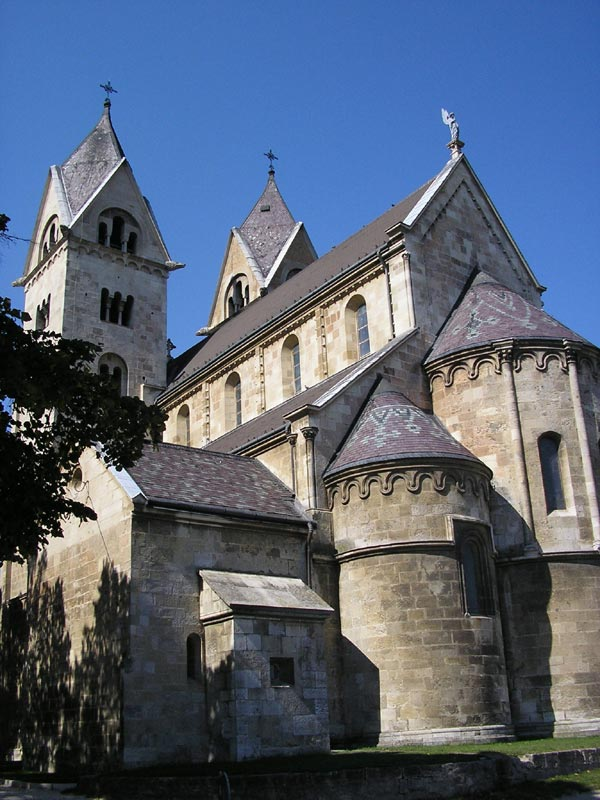
kościół w Lébénach